# Sportklubben Unitas
El Sportklubben Unitas fou un club de futbol finlandès de la ciutat de Hèlsinki.

## Història
El club va ser fundat el 1905 per esportistes que havien abandonat l'entitat Reipas Helsinki. Fou el primer club que guanyà la lliga finlandesa de futbol l'any 1908. L'equip també havia disputat el primer partit de futbol amb públic a Finlàndia, davant l'Amateur-Sportverein de Sant Petersburg, Rússia el setembre de 1906.

## Palmarès
- Lliga finlandesa de futbol: 
  - 1908